# Baghal
Furstendömet Baghal grundades i Himalayas utlöpare av Sabha Chand 1643, och styrdes sedan av den hinduiska dynastin Baghalia (Parmar) till 1803, när man betvingades av Nepal. Efter ingripande av britterna 1815 återuppstod furstendömet, som sedan fungerade som brittisk vasallstat fram till den indiska självständigheten 1947. Furstendömets areal var 311 km².
Huvudstad var Arki. Furstendömets territorium finns idag inom indiska delstaten Himachal Pradesh.